# Holy Island, Irland
Holy Island är en ö i republiken Irland. Den ligger i grevskapet An Clár och provinsen Munster, i den centrala delen av landet, i sjön Lough Derg.